# James Anthony Froude

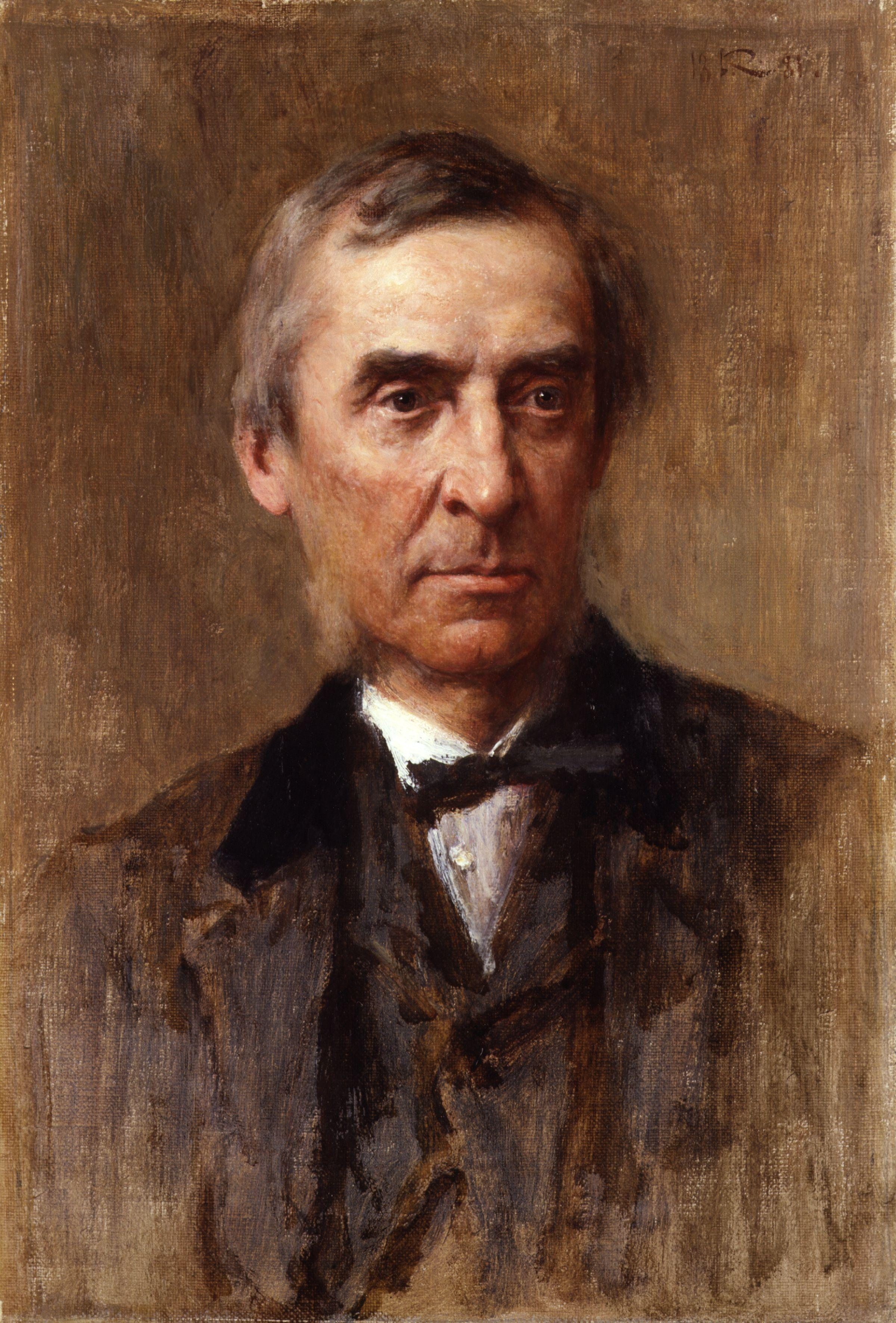
James Anthony Froude

James Anthony Froude (* 23. April 1818 in Dartington, Devon, England; † 20. Oktober 1894 in Kingsbridge, Devon) war ein britischer Historiker, Romancier und Herausgeber des Fraser’s Magazine. Er gehörte wegen seiner Werke (History of England) zu den bekanntesten und aufgrund seiner polemischen Neigungen zu den umstrittensten englischen Historikern seiner Epoche. Er war der Bruder des anglikanischen Klerikers Hurrell Froude (1803–1836) und des Hydrodynamikforschers William Froude (1810–1879).

## Leben
Froude stammte aus einer anglikanischen Klerikerfamilie und war das jüngste von acht Geschwistern. Als er drei Jahre alt war, starben seine Mutter und fünf seiner Geschwister an Schwindsucht. Er wuchs mutterlos auf.
Froude interessierte sich vehement für die literarischen Klassiker sowie für Werke der Geschichtswissenschaft und Theologie. Er studierte von 1836 bis zu seinem Abschluss 1840 am Oriel College. Im Jahr 1842 errang er in Oxford einen Literaturpreis für seinen Essay über politische Ökonomie und wurde zum Fellow des Exeter College gewählt.

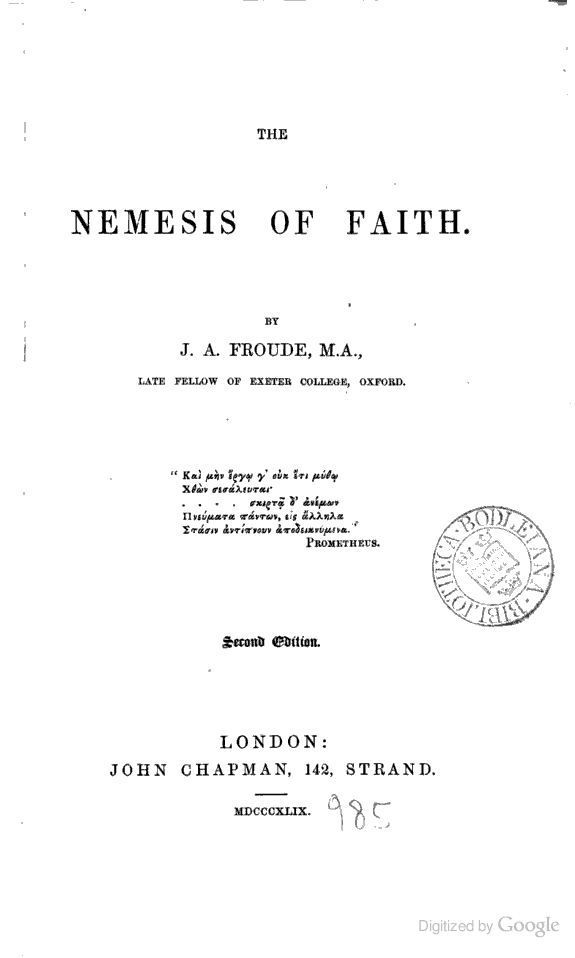
Titelseite von The Nemesis of Faith 2te Auflage

Zunächst wollte er auch selber Kleriker werden. 1845 wurde er zum anglikanischen Priester geweiht. Doch seine Glaubenszweifel wuchsen. Er veröffentlichte sie, eingekleidet als halbautobiografische Romanwerke. Zunächst erschien die Geschichtensammlung Shadows of the Clouds 1847 unter dem Pseudonym „Zeta“. Zwei Jahre später folgte unter eigenem Namen der Titel The Nemesis of Faith. Dies kostete ihn seine Fellowship am Exeter College, so dass er zeitweilig von journalistischen Arbeiten leben musste. Froude gab nicht den christlichen Glauben auf, aber er verließ die anglikanische Kirche. Er wandte sich der Geschichtswissenschaft zu.
Froude wurde durch sein Werk History of England from the Fall of Wolsey to the Defeat of the Spanish Armada weithin bekannt. Inspiriert durch Thomas Carlyle waren seine historischen Schriften ausgesprochen polemisch, was ihm viele akademische und persönliche Gegner und Feindschaften eintrug.

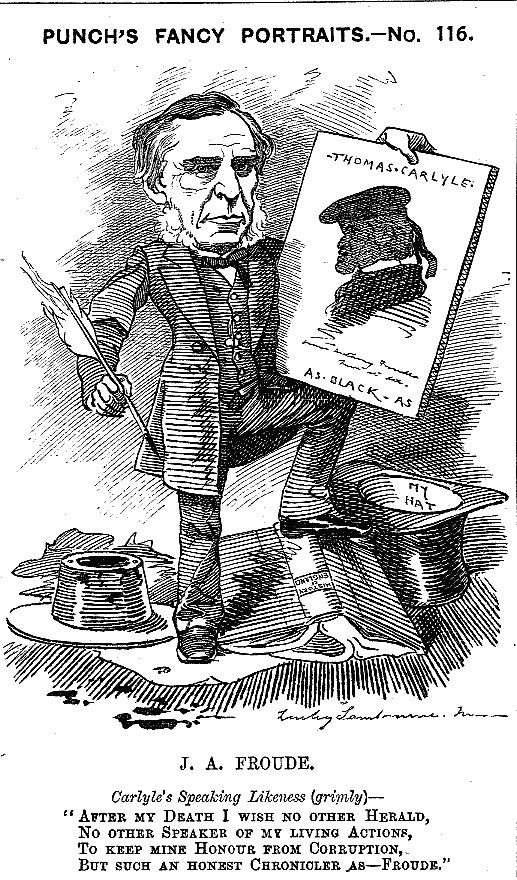
Karikatur im Punch vom 30. Dezember 1882

Das nach einer Reise durch die Karibik 1886 und 1887 entstandene Buch „The English in the West Indies“ (1888 bei Longmans in London erschienen) bietet ein anschauliches, elegant geschriebenes Porträt der dortigen britischen Kolonien, ist jedoch auch, vor allem in seinen Passagen über Haiti (Kapitel 12), eines der bedrückendsten Zeugnisse des britischen Rassismus im ausgehenden 19. Jahrhundert.
Im Jahr 1892 erhielt er die Regius Professorship of Modern History an der Universität Oxford als Nachfolger von Edward Freeman. Froude hielt seine Vorlesungen vornehmlich über den Gegenstand der englischen Reformation. Als ihm die Anstrengungen des Lehrbetriebs gesundheitlich zu viel wurden, zog er sich 1894 in den Ruhestand nach Devonshire zurück.
Seit 1862 war er gewähltes Mitglied der American Philosophical Society und seit 1874 Fellow der Royal Society of Edinburgh.

## Froudacity
Nachdem Froude Life of Carlyle abgeschlossen hatte, reiste er durch die englischen Kolonien, vor allem nach Südafrika, Australien, Neuseeland, den USA und der Karibik. Hieraus entstanden zwei Bücher, Oceana, or, England and Her Colonies (1886) und The English in the West Indies (1888), in denen er persönliche Anekdoten, Kolonialgeschichte und seine Ideen zum Britischen Empire vermischte. Froude wollte Enthusiasmus für die Kolonialidee und das Britische Empire wecken. Seine Bücher erregten eine große öffentliche Diskussion, indem ihm Froudacity (eine imperialistische Geisteshaltung) vom Intellektuellen John Jacob Thomas vorgeworfen wurde. Als John Astley Cooper pan-britannische Ausstellungen und Sportveranstaltungen öffentlich propagierte, war es Froude, der in Leserbriefen vorschlug, dies Pan-Britannische Olympische Spiele zu benennen und alle vier Jahre durchzuführen. Aus diesen Ideen entstanden die Olympischen Spiele, die Commonwealth Games und das Rhodes-Stipendium.

## Werke

### Romane
- Shadows of the Clouds (1847)
- The Nemesis of Faith (1849)
- The Two Chiefs of Dunboy (1889)

### Sachbücher
- History of England from the Fall of Wolsey to the Defeat of the Spanish Armada (1856–1870)
- Short Studies on Great Subjects (1867–1882)
  - "The Oxford Counter-Reformation" (1881)
- English in Ireland in the Eighteenth Century (1872–1874)
- Caesar:A Sketch (1879) (Biografie des Julius Caesar)
- Bunyan (1880) (Biografie des John Bunyan)
- Life of Carlyle (1882–1884)
- Luther: A Short Biography (1883) (Biografie des Martin Luther)
- Oceana, or, England and Her Colonies (1886)
- The English in the West Indies or The Bow of Ulysses (1888)
- Lord Beaconsfield (1890) (Biografie des Benjamin Disraeli)
- Divorce of Catherine of Aragon (1891)
- English Sea-Men in the Sixteenth Century (1895)
- Life and Letters of Erasmus (1895)
- My Relations with Carlyle (geschrieben 1887, publiziert 1903)

### Übersetzungen
- Johann Wolfgang von Goethe: Elective Affinities (Die Wahlverwandtschaften) (1854 anonym veröffentlicht)

## Zitate
- What can education do for a man," he once asked, "except enable him to tell a lie in five ways instead of one?[10]

## Belege
1. ↑  Wolfgang Binder: „Von einem, der vorgab, die Karibik kennenzulernen und dabei das Empire zu retten versucht.“ Imperiale Rechtfertigungsmechanismen in James Anthony Froudes „The English in the West Indies“ (1888), hier S. 291.
2. ↑  Wolfgang Binder: „Von einem, der vorgab, die Karibik kennenzulernen und dabei das Empire zu retten versucht.“ Imperiale Rechtfertigungsmechanismen in James Anthony Froudes „The English in the West Indies“ (1888), hier S. 291–292.
3. ↑  Paul 110
4. ↑  Wolfgang Binder: „Von einem, der vorgab, die Karibik kennenzulernen und dabei das Empire zu retten versucht.“ Imperiale Rechtfertigungsmechanismen in James Anthony Froudes „The English in the West Indies“ (1888), vor allem S. 301–303.
5. ↑  London Gazette Ausgabe=26280 Seite=2318 Datum 19 April 1892
6. ↑  Member History: James A. Froude. American Philosophical Society, abgerufen am 12. August 2018.
7. ↑  Fellows Directory. Biographical Index: Former RSE Fellows 1783–2002. Royal Society of Edinburgh, abgerufen am 6. Dezember 2019.
8. ↑  Paul, Herbert (1906). The Life of Froude. New York: Charles Scribner’s Sons, S. 364.
9. ↑  Arnd Krüger (1986): War John Astley Cooper der Erfinder der modernen Olympischen Spiele? In: Louis Burgener u. a. (Hrsg.): Sport und Kultur, Bd. 6. Bern: Lang, 72 - 81.
10. ↑  Paul 1905, Seite 166
11. ↑  englischsprachiger Volltext frei verfügbar unter Gutenberg

| Personendaten    | Personendaten                       |
| ---------------- | ----------------------------------- |
| NAME             | Froude, James Anthony               |
| ALTERNATIVNAMEN  | Zeta (Pseudonym)                    |
| KURZBESCHREIBUNG | englischer Historiker und Romancier |
| GEBURTSDATUM     | 23. April 1818                      |
| GEBURTSORT       | Dartington, Devon, England          |
| STERBEDATUM      | 20. Oktober 1894                    |
| STERBEORT        | Kingsbridge                         |